# Stephan Puhl
Hans Stephan Puhl (* 1. Oktober 1941 in Prag; † 15. Oktober 1997 in Köln) war ein deutscher Jurist, der beim Bischöflichen Hilfswerk Misereor für Grundsatzfragen, Lateinamerika und Asien zuständig war. Publizistisch befasste er sich mit Grundsatzfragen der katholischen Entwicklungshilfe, der Geschichte der China-Mission und einer christlichen Spiritualität der Arbeit. Er war Numerarier der katholischen Personalprälatur Opus Dei.

## Leben
Stephan Puhl entstammte einer Juristenfamilie und hatte vier Geschwister. Sein Vater Hans Puhl war Generalkonsul. Puhl studierte Rechtswissenschaften in München, Madrid und Bonn. Mitte der 1950er Jahre knüpfte er in Bonn-Bad Godesberg „erste Kontakte zum Opus Dei“. Während des Studienjahres 1962/63 wohnte er in einem Madrider Studentenheim des Opus Dei. Er schloss sich 1963 mit 21 Jahren als ehelos lebendes Mitglied dem damaligen Säkularinstitut Opus Dei an.
Nach Abschluss des Studiums trat Puhl 1970 in die Dienste des Bischöflichen Hilfswerkes Misereor, zunächst als Assistent des Gründungsgeschäftsführers Prälat Gottfried Dossing. Später wurde er Leiter des Referates Lateinamerika und Leiter des Stabsreferates für Grundsatzfragen. Seit 1982 arbeitete er in der Asien-Abteilung zunächst als Stellvertretender Leiter, dann ab 1990 bis zu seinem durch Krankheit erzwungenen Ausscheiden als Leiter der Asien-Abteilung. Auf seinen etwa 16 Asienreisen begegnete er unter anderem 1983 Mutter Teresa von Kalkutta und erhielt vom Dalai Lama Tenzin Gyatso den weißen Freundschaftsschal. Puhl galt zu seiner Zeit als eine der profiliertesten Persönlichkeiten von Misereor. Er trug zur Öffnung der kirchlichen Sozial- und Entwicklungsarbeit für China bei und engagierte sich in seinen letzten Jahren zunehmend in Menschenrechtsfragen.
1986 wurde Puhl Mitglied des Ökumenischen China-Arbeitskreises, eines Gremiums aus Vertretern der Evangelischen Missionswerke in Deutschland und des Deutschen Katholischen Missionsrates. Puhl war sechs Jahre im Vorstand und danach im Beirat des 1988 gegründeten China-Zentrums an der Philosophisch-Theologische Hochschule SVD St. Augustin, das er in den Anfangsjahren auch juristisch unterstützt hatte.
Stephan Puhl starb im Alter von 56 Jahren an einer fortschreitenden unheilbaren degenerativen Nervenerkrankung (ALS). Sein Grab befindet sich auf dem Kölner Melatenfriedhof.

## Publizistische Aktivität
In dem Beitrag „Getreue Katholizität als Herausforderung an Misereor“ befasste er sich 1989 in der internationalen Zeitschrift für katholische Theologie Communio mit der Erklärung des Zweiten Vatikanischen Konzils „Nostra Aetate“ vom 28. Oktober 1965. Darin geht es um das Verhältnis der katholischen Kirche zu den nicht-christlichen Religionen. Die Kirche lehne nichts von allem ab, was in den nicht-christlichen Religionen wahr und heilig sei. Das solle aber nicht von der Christusverkündigung abhalten, weil das Christentum sonst in der Gefahr sei, eine abendländische Sekte zu werden. Er sah es als keinen Zufall an, dass „das Christentum in der kulturellen Prägung der abendländischen Tradition auf uns und unsere heutige Zeit überkommen sei.“ Gleichzeitig sei aber einem Judenchristen aus der Zeit der Apostel zuzustimmen, „der Alte Bund sei doch heilsgeschichtlich nicht einfach abzutun, der Neue Bund sei ohne ihn undenkbar“.
In einem weiteren Communio-Beitrag „Ethnische Minderheiten – Ein Testfall für die Entwicklungshilfe“ von 1987 kritisierte er das Kolonialismus-bedingte Aussterben autochthoner Völker am Beispiel Tasmaniens. „Die Anzahl der Eingeborenen wurde auf rund 20.000 geschätzt. 1863 leben noch sechs, 1876 war das Volk ausgestorben“, nachdem die Engländer das Land im Jahr 1803 vereinnahmt hatten. Er benannte die Ursachen: „Selbst den gutwilligen Eindringlingen fehlte die Fähigkeit, die Autochthonen zu begreifen. Ihre robuste Verständnislosigkeit und unbestreitbare technische Überlegenheit führte, wie an manch anderer Stelle des Globus, dazu, dass ein ganzes Volk, sofern es nicht niedergemetzelt wurde, an Alkoholismus, Syphilis, Keuchhusten und Erkältungskrankheiten starb und im übrigen von einem elementaren Heimweh, gepaart mit einer existentiellen Hoffnungslosigkeit, dahingerafft wurde.“
Die Bedeutung des Laien in der katholischen Kirche war 1987 für Puhl der Anlass zu einer Publikation in der katholischen Zeitschrift Die Neue Ordnung, in der er sich dagegen aussprach, in der Kirche die Laien als Christen zweiter Klasse anzusehen.
In den Freiburger Akademieschriften der Katholischen Akademie der Erzdiözese Freiburg stellte Hans Stephan Puhl 1992 in zwei Beiträgen das Opus Dei vor. Er schilderte, „wie ich es in annähernd 30 Jahren kennengelernt habe, wie es sich mir dargestellt hat und wie ich es erlebe“. Unter anderem ließ er wissen: „Ich gebe alles ab, was ich verdiene...Ich verzichte auf persönliche Verfügung über Vermögen, soweit das möglich ist in meiner Situation.“ Und: „Wir leben im Opus Dei sehr bewußt die sogenannte 'communio sanctorum', die 'Gemeinschaft der Heiligen'. Nicht, daß wir uns einbildeten, wir wären kanonisiert; sondern in dem Sinn heilig, wie der hl. Paulus die Christengemeinden als Heilige anredet.“
In einem Interview mit der Wochenschrift Rheinischer Merkur – Christ und Welt nahm er 1994 zu China Stellung – im Anschluss eines Besuches von Li Peng in Deutschland: „Li Peng musste damit rechnen, dass in einer westlichen Demokratie nicht vergessen ist, was vor fünf Jahren auf dem Platz des Himmlischen Friedens in Peking passierte.“ Er unterstützte damit die Forderungen der Demonstranten, die beim Staatsbesuch ihrem Unmut über fehlende Menschenrechte in China Luft machten. Auch kritisierte er in dem Interview die Zwangssterilisationen von Frauen in China, die mehr als ein Kind geboren haben. Auch die Demütigungen des chinesischen Volkes durch westliche Kolonialmächte und die Beschränkungen für die Zukunft der Kirche kommen zur Sprache.
Sein eigenes spirituelles Testament („Mein Dank dem Gekreuzigten – ein geistliches Testament“) fasste er zwei Monate vor seinem Tod – und schon schwer von seiner Erkrankung ALS gezeichnet – in Gebetsform zusammen.
Die katholische Deutsche Tagespost brachte posthum einen Beitrag Puhls mit dem Titel Schweiß, nicht Weihrauch, ist der gewöhnliche Duft der Heiligkeit, in dem seine Spiritualität der Arbeit zum Ausdruck kam – in Anlehnung an die Lehren des Opus-Dei-Gründers Josefmaria Escrivá de Balaguer. Die Arbeit sei als aktive Mitwirkung am Erlösungswerk Christi zu verstehen, wenn sie fachgerecht gemacht sei und dem Nächsten diene. Er verstehe sie als Ideal für jedermann, das alle Dimensionen des Menschseins betreffe.

## Veröffentlichungen (Auswahl)
- Armut und Arbeit als Weltauftrag. In: Communio, Jg. 15 (1986), S. 388–392.
- Von Isolierung und Nivellierung bedroht: zur Problematik kirchlicher Entwicklungsarbeit. In: Herder Korrespondenz, Jg. 36 (1986), S. 238–243.
- Gesetze und Recht sind und waren China fremd. In: Frankfurter Allgemeine Zeitung, 9. April 1990, S. 12.
- Geschichtliche Aspekte zu den Beziehungen zwischen der Volksrepublik China und dem Hl. Stuhl. In: Communio, Jg. 19 (1990), S. 467–475.
- Zu den Gründen für das Scheitern der Chinamission der Jesuiten im 17./18. Jahrhundert. In: Verbum SVD, Jg. 32 (1991), S. 409.
- Für uns Menschen und um unseres Heiles willen. In: Communio, Jg. 21 (1992), S. 319–328.
- Wer krank ist, hat die Bedeutung der Selbstlosigkeit nicht erkannt. In: Ärzte Zeitung, Nr. 197, 2. November 1992, S. 21.
- Geschichte und kulturell-religiöse Bedeutung der tibetischen Medizin. In: China heute, herausgegeben vom Institut Monumenta Serica, Sankt Augustin, Jg. XII (1993), Nr. 4–5, S. 1413–145.
- Georg M. Stenz SVD (1869–1928), China-Missionar im Kaiserreich und in der Republik. Steyler Verlag, Nettetal 1994, ISBN 978-3-8050-0350-6.
- Unterdrückung von Christen in der Volksrepublik China. In: Stimmen der Zeit, Bd. 213 (1995), S. 353–356.
- Zeit der Bewährung – Ein Lebensbild des Isidoro Zorzano. Adamas-Verlag, Köln 1995, ISBN 978-3-925746-68-0.
- Uyguren als Opfer chinesischer Agrarpolitik in der Autonomen Region Xinjiang der VR China. In: Tribus – Jahrbuch des Linden-Museums, Nr. 45, Oktober 1996, S. 59–63.
- Rechtsverständnis, Menschenrechte und die chinesische Tradition. In: Roman Malek (Hrsg.): „Fallbeispiel China“: Ökumenische Beiträge zu Religion, Theologie und Kirche im chinesischen Kontext. China-Zentrum, Sankt Augustin / Steyler Verlag, Nettetal 1996, ISBN 3-8050-0385-4.
- Zur Spiritualität der Arbeit. In: Die Neue Ordnung, Jg. 52 (1998), S. 438–449.
- mit Sigismund von Elverfeldt-Ulm: Gottfried von Laimbeckhoven S.J. (1707–1787): Der Bischof von Nanjing und seine Briefe aus China mit Faksimile seiner Reisebeschreibung. Steyler Verlag, Nettetal 2000, ISBN 3-8050-0442-7.

Als Übersetzer
- Pedro Rodriguez: Teilkirchen und Personalprälaturen (= Kanonistische Studien und Texte, Bd. 38) B.R. Grüner, Amsterdam 1987, ISBN 90 6032 295 9 (aus dem Spanischen).
- Pedro Rodriguez, Fernando Ocariz, José Luis Illanes: Das Opus Dei in der Kirche. Bonifatius-Verlag, Paderborn 1997, ISBN 978-3-87088-998-2 (aus dem Spanischen).
- John DeFrancis: Die chinesische Sprache: Fakten und Mythen. Steyler Verlag, Nettetal 2011, ISBN 978-3-8050-0582-1 (aus dem Englischen).